# Ángel Rodríguez de Mier
Ángel Rodríguez de Mier Rizo (Girona, 1944 - Benicarló, 2013) fou un professor, escriptor i polític valencià d'origen català.
Va nàixer l'any 1944 a la ciutat de Girona. En l'etapa universitària, va formar-se en el camp de les ciències, i es va establir a la localitat valenciana de Benicarló, en qualitat de professor d'institut. En la població del Baix Maestrat va arrelar i va participar de la vida social i cultural d'aquesta població. També en el camp de la política, tot sent regidor pel Centro Democrático y Social.

## Obra literària
De vocació tardana, va escriure diverses obres literàries com Tolo i Mar, una llegenda sobre la figura dels gegants de Benicarló, Viacrucis o Primer Encuentro. En els seus darrers anys va aprofundir en el gènere biogràfic amb José Vicente Borrás, memorias de un maestro republicano, que gira sobre les vicissituds en la guerra i la postguerra d'aquest docent calijó represaliat, i Salvador Fontcuberta, una aproximació a un industrial benicarlando del textil. També fou articulista del setmanari local El Dissabte.